# Laren (Gelderland)
Laren (Achterhoeks: Loarne of Laorne), is een dorp in de gemeente Lochem in het oosten van de Nederlandse provincie Gelderland. Het dorp Laren telde in 2023 4.320 inwoners. Het was tot 1 augustus 1971 een zelfstandige gemeente, waartoe ook het dorp Barchem behoorde. 
De rijke folklore van het dorp werd aan het begin van de twintigste eeuw beschreven door H.W. Heuvel in zijn "Oud-Achterhoeks boerenleven, het hele jaar rond". 
Het Pieterpad loopt door Laren.

## Geschiedenis
Al vanaf 1294/95 wordt Laren in documenten genoemd.
Rond 1650 kreeg het een kapel, die in 1835 werd vervangen door een waterstaatskerk in neoclassicistische stijl, de Kerk van Laren.
Op 1 januari 1812 werd de voormalige hoge heerlijkheid Verwolde bij Laren gevoegd. Op 1 januari 1818 werd Verwolde als zelfstandige gemeente afgescheiden van Laren. Op 22 mei 1854 werd de gemeente Verwolde opgeheven en bij Laren gevoegd. 
Vanaf 1865 beschikte Laren over een eigen station aan de spoorlijn Zutphen - Hengelo. Sinds 1938 stoppen er geen treinen meer. Het nog bestaande stationsgebouw is een gemeentelijk monument. Het is vermoedelijk ontworpen door architect K.H. van Brederode. Het is in 1863-1865 gebouwd. Bij de opening droeg het de naam Harkelbrug, dat werd later station Laren-Almen. In 1925 werd de naam gewijzigd in station Laren. 
Het voormalige gemeentehuis van Laren is gebouwd in 1909 en mede mogelijk gemaakt door Baron van Nagell, toenmalig eigenaar van Ampsen. Hij stelde de bouwgrond ter beschikking voor het te bouwen gemeentehuis aan de Ampsenseweg 17. Op 1 augustus 1971 is Laren (Gelderland) opgegaan in de gemeente Lochem. Het voormalige gemeentehuis werd daarna in gebruik genomen door de Rijks Geologische Dienst District Midden-Oost. Sinds 2019 heeft dit gemeentelijk monument een nieuwe bestemming gekregen als ondernemers- en conferentiecentrum. 

## Kastelen en landhuizen
Laren is vooral bekend vanwege zijn vele landgoederen en bijbehorende kastelen en landhuizen. Rond het dorp liggen Oolde, Verwolde en Ampsen. Huis Verwolde is ingericht als museum. Het landgoed rond dit huis herbergt ook de dikste eik van Nederland, met een omtrek van ruim 7,5 meter. Deze boom draagt de toepasselijke naam "Dikke Boom" en ligt aan het bomenpad, waar ook nog een vroegere eik genaamd 'Oom Frits' te bewonderen is. Daarnaast is er op het landgoed een door veel vrijwilligers gedragen moestuin 'De moesgaard' onder leiding van directe familie van de eigenaren van het landgoed.
In de omgeving stond sinds 1400 het kasteel Woolbeek, dat in de loop der tijd werd teruggebracht tot een boerderijcomplex. Anno 2022 staat op het voormalige kasteelterrein de boerderij Het Woolbeek.
Het Huis Blankenborg is al vóór 1642 verdwenen. Wanneer Oud Oolde is verdwenen, is niet bekend.

## Personen

### Geboren en overleden
- Albert Mol (1917-2004)
- Gijs Verdick (1994-2016), professioneel wielrenner

## Fotogalerij

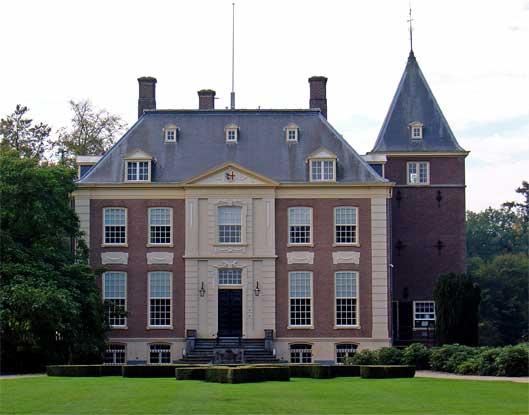
Huis Verwolde nabij Laren
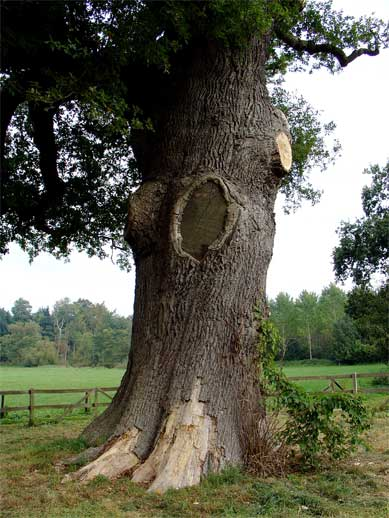
De dikke boom nabij Laren

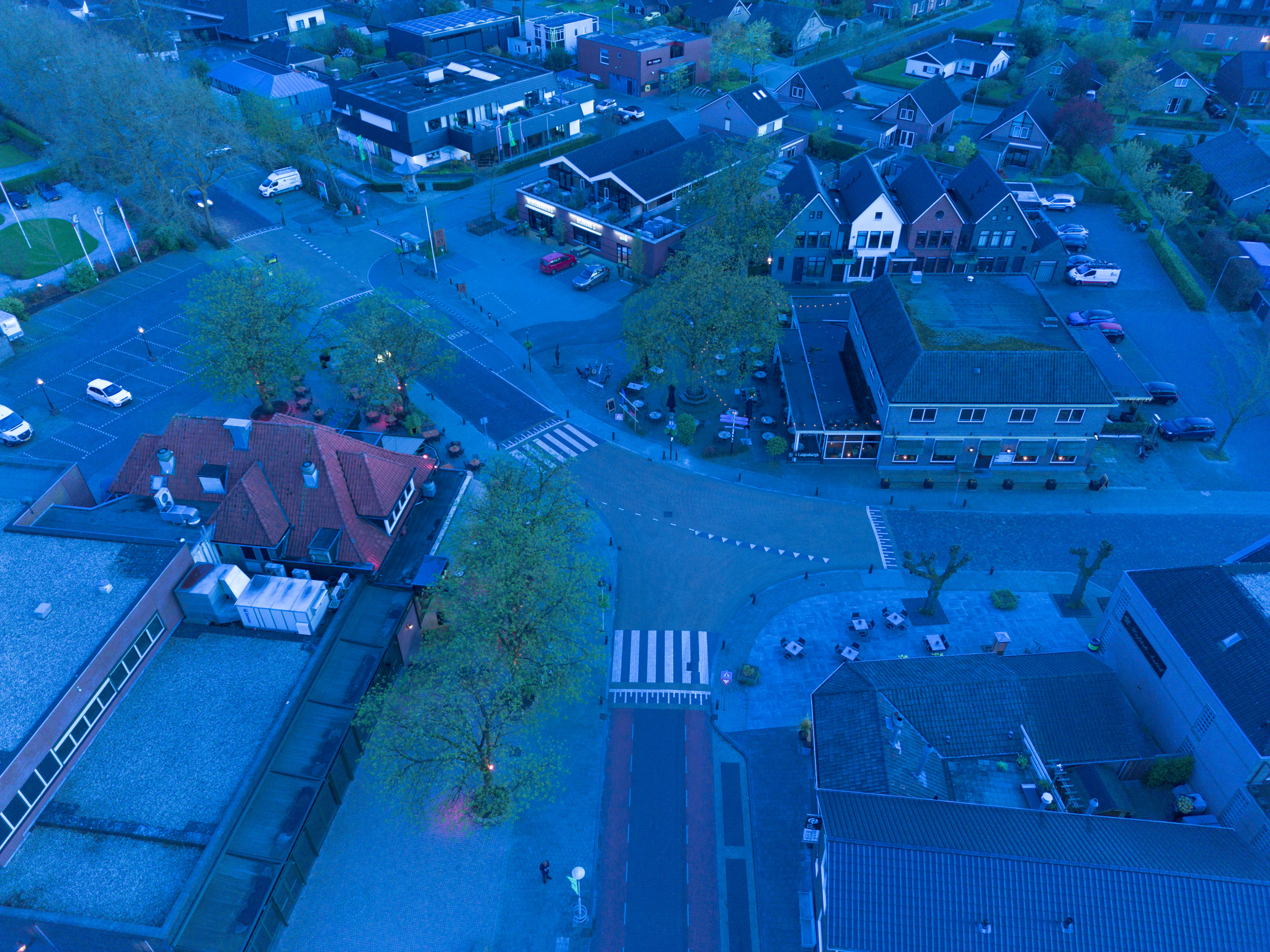
Het 'centrum' van Laren

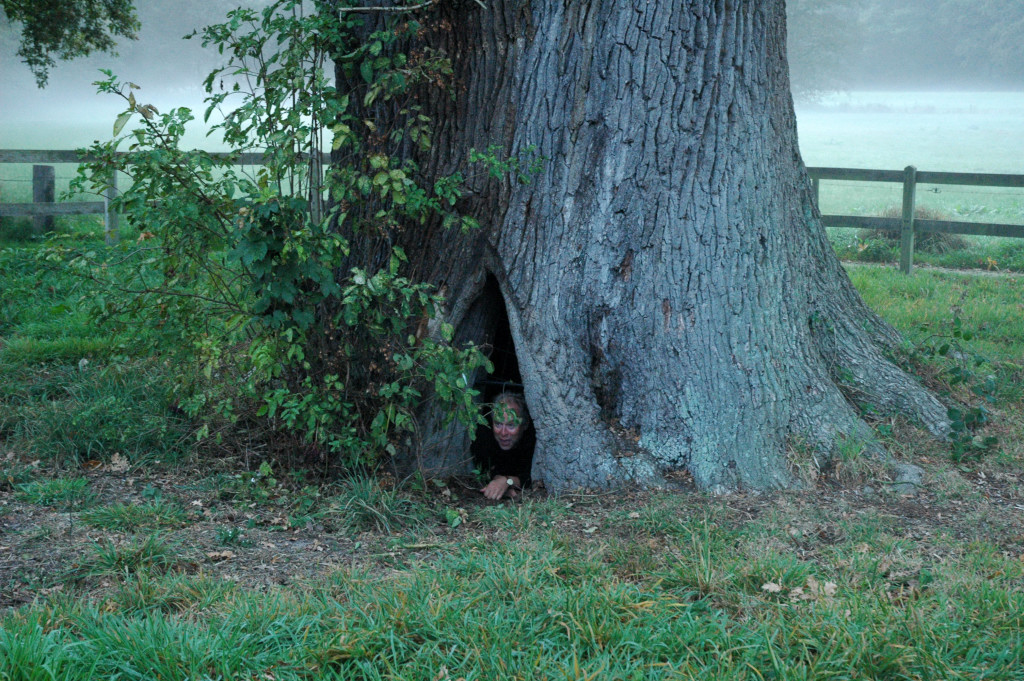
De dikke boom is hol